# Cupa UEFA Intertoto
Cupa UEFA Intertoto, abreviată și Cupa UI, a fost o competiție de fotbal europeană de vară, pentru echipele care nu s-au calificat în competițiile UEFA, (Liga Campionilor și Cupa UEFA). Competiția a fost anulată în 2009.
Orice federatie care dorește să participe trebuie să depună un formular de înscriere, cu clubul cel mai bine clasat (în funcție de poziția din liga domestică) intrând în competiție la sfârșitul sezonului. Clubul nu trebuie în mod neapărat să fie clasat direct sub cluburile care s-au calificat într-o altă competiție UEFA; dacă clubul care se află în această poziție nu s-a înscris, nu va putea să concureze, locul mergând către alt club care s-a înscris.
Cupa este creditată pentru faptul că oferă o oportunitate atât cluburilor care altfel nu ar avea șansa să intre în Cupa UEFA, cât și loteriilor sportive (sau pariurilor sportive) de a continua în timpul verii. Acest lucru reflectă rolul său inițial, acela de turneu organizat numai pentru pariuri sportive. În 1995 turneul a revenit tutelei oficiale a UEFA și au fost introduse locurile de calificare în Cupa UEFA. Inițial, două au fost acordate, însă în 2006 acest număr a fost ridicat până la totalul actual de 11.

## Istorie
Cupa Intertoto a fost ideea lui Ernst B. Thommen, mai târziu vice-președinte FIFA și fondator al Cupei târgurilor inter-orașe, și a antrenorului austriac Karl Rappan, care a antrenat echipa națională a Elveției la Campionatul Mondial 1938 și echipa națională a Austriei la Campionatul Mondial 1954. "Cupa pentru cei fără cupe" a fost de asemenea intens promovată de ziarul elvețian Sport. Și-a derivat numele de la "Toto", termenul german pentru pariuri sportive.
Thommen, care organizase pariurile sportive în Elveția în 1932, avea un interes major în a fi jucate meciuri cu acest scop în pauza de vară. UEFA nu a agreat inițial această idee, considerând interesul legat de pariuri unul de prost gust; cu toate acestea, a permis organizarea noului turneu, însă a evitat să se implice în mod oficial. Cluburilor care se calificau într-una dintre competițiile continentale oficiale, cum ar fi Cupa Campionilor Europeni și Cupa Cupelor UEFA, nu le era permis să participe.
Primul turneu a avut loc în 1961 sub numele de Cupa Internațională de Fotbal (CIF). Inițial, Cupa avea o etapă a grupelor care ducea la meciuri eliminatoare ce culminau cu o finală. Până în 1967 devenise dificilă organizarea meciurilor, așa că s-a renunțat la rundele eliminatoare și la finală, lăsând turneul fără vreun câștigător. În schimb, câștigătorii grupelor primeau premii între 100.000 și 150.000 CHF.
Până în 1995 UEFA și-a reconsiderat opinia, a preluat controlul oficial al turneului și i-a schimbat formatul. Inițial, se acorda un loc în Cupa UEFA a doi dintre câștigători. Succesul unuia dintre primii câștigători, FC Girondins de Bordeaux, de a ajunge în finala Cupei UEFA 1995-96 a încurajat UEFA să mai adauge un al treilea loc pentru Cupa UEFA în 1996.
Multe cluburi detestă competiția și o consideră disruptivă în cadrul pregătirilor pentru noul sezon. Drept consecință, nu se înscriu în competiție chiar dacă sunt chemate. În mod special, ca urmare a relansării din 1995, cluburile din Anglia și Scoția erau sceptice cu privire la competiție; după ce le-au fost oferite inițial trei locuri în Cupă, toate cluburile engleze din prima divizie au refuzat șansa de a participa. Ca urmare a amenințării de eliminare a echipelor engleze și scoțiene din toate competițiile UEFA, situația a fost eventual rezolvată, trei cluburi engleze și unul scoțian intrând în competiție cu echipa de rezerve și nici unul calificându-se.
În anii următori, UEFA a oferit posibilitatea națiunilor de a renunța la locurile pentru Intertoto. De exemplu, în 1998, Scoția, San Marino și Moldova au renunțat la locuri, iar Anglia, Portugalia și Grecia au renunțat la unul din cele două, Crystal Palace fiind singurul participant, cu toate că terminase pe ultimul loc în Premiership. Alte cluburi au avut succes în Cupa UI, completându-l cu parcursuri importante în Cupa UEFA. Și mai mult, UEFA respinge această caracterizare a turneului de a fi disruptiv. Ea subliniază că în sezonul 2004-05 doi din cei trei câștigători ai Cupei Intertoto 2004 au reușit să se califice în Liga Campionilor.

## Format
La competiția din 1995, formatul era alcătuit dintr-o etapă a grupelor și una eliminatorie; 60 de echipe erau împărțite în 12 grupe de câte cinci, cu cele mai bune 16 echipe concurând apoi în etapa eliminatorie în meciuri tur-retur iar cei doi câștigători finaliști calificându-se în Cupa UEFA. În 1996 și 1997, numai cei 12 câștigători ai grupelor intrau în etapa eliminatorie, de data aceasta trei finaliști mergând mai departe. Națiunilor le erau acordate locuri de participare potrivit coeficienților UEFA, ca și în alte turnee UEFA.
La turneul din 1998 s-a renunțat la etapa grupelor, acesta devenind un turneu eliminatoriu iar cluburile cu reputație intrând direct în stagiile finale. Acest aranjament a durat până în 2005.
După turneul din 2006, formatul Cupei s-a schimbat. Sunt trei runde în loc de cele cinci inițale, iar cele 11 echipe câștigătoare din runda a treia participă la a doua rundă de calificare pentru Cupa UEFA. Pentru prima dată din anii 1960, există un trofeu adevărat; echipei care merge cel mai departe în Cupa UEFA i se va acorda un trofeu. Primii câștigători au fost Newcastle United, care a câștigat turneul din 2006 mergând cel mai departe în Cupa UEFA 2006-07 decât ceilalți zece calificați.
Numai unei singure echipe din fiecare asociație națională i se va permite să participe. Cu toate acestea, dacă una sau mai multe națiuni nu doresc să își ocupe locurile, posibilitatea a fost acordată pentru ca alte națiuni să aibă un al doilea participant. Echipele care vor intra în competiție sunt stabilite de fiecare asociație. Echipele din cele mai slabe federații intră în prima etapă, pe când cele din federațiile medii intră în etapa a doua, iar cluburile din cele mai puternice federații intră în etapa a treia.

## Câștigători

### 2006-2008
Listate sunt toate cele 11 echipe care au câștigat meciurile din runda a treia, calificându-se în Cupa UEFA. Câștigătorii competiției (stabiliți după performanța reușită în Cupa UEFA) sunt îngroșați.
| An   | Câștigători de drept | Co-Câștigători  | Co-Câștigători      | Co-Câștigători | Co-Câștigători   | Co-Câștigători |
| ---- | -------------------- | --------------- | ------------------- | -------------- | ---------------- | -------------- |
| 2006 | Newcastle United     | Auxerre         | Grasshopper         | OB             | Marseille        | Hertha BSC     |
| 2006 | Newcastle United     | Kayserispor     | Ethnikos Achna      | Twente         | Ried             | Maribor        |
| 2007 | Hamburg              | Atlético Madrid | AaB                 | Sampdoria      | Blackburn Rovers | Lens           |
| 2007 | Hamburg              | Leiria          | Rapid Wien          | Hammarby IF    | Oțelul Galați    | Tobol          |
| 2008 | Braga                | Aston Villa     | Deportivo La Coruña | VfB Stuttgart  | Rosenborg        | Napoli         |
| 2008 | Braga                | Rennes          | Vaslui              | Elfsborg       | Grasshopper      | Sturm Graz     |

### 1995-2005
Rezultatele prezentate alcătuiesc suma golurilor din meciurile tur și retur.
| An   | Câștigători | Câștigători              | Locul 2       | Locul 2                   | Rezultat                                 |
| ---- | ----------- | ------------------------ | ------------- | ------------------------- | ---------------------------------------- |
| 2005 | Germania    | Hamburger SV             | Spania        | Valencia CF               | 1-0                                      |
| 2005 | Franța      | RC Lens                  | România       | CFR Cluj                  | 4-2                                      |
| 2005 | Franța      | Olympique de Marseille   | Spania        | Deportivo de La Coruña    | 5-3                                      |
| 2004 | Franța      | Lille OSC                | Portugalia    | UD Leiria                 | 2-0                                      |
| 2004 | Germania    | FC Schalke 04            | Cehia         | FC Slovan Liberec         | 3-1                                      |
| 2004 | Spania      | Villarreal CF            | Spania        | Atlético Madrid           | 2-2 (3-1 după loviturile de departajare) |
| 2003 | Germania    | FC Schalke 04'           | Austria       | SV Pasching               | 2-0                                      |
| 2003 | Spania      | Villarreal CF            | Țările de Jos | SC Heerenveen             | 2-1                                      |
| 2003 | Italia      | AC Perugia               | Germania      | VfL Wolfsburg             | 3-0                                      |
| 2002 | Spania      | Málaga CF                | Spania        | Villarreal CF             | 2-1                                      |
| 2002 | Anglia      | Fulham FC                | Italia        | Bologna FC                | 5-3                                      |
| 2002 | Germania    | VfB Stuttgart            | Franța        | Lille OSC                 | 2-1                                      |
| 2001 | Anglia      | Aston Villa FC           | Elveția       | FC Basel                  | 5-2                                      |
| 2001 | Franța      | Paris Saint-Germain FC   | Italia        | Brescia Calcio            | 1-1 (gol marcat în deplasare)            |
| 2001 | Franța      | Troyes AC                | Anglia        | Newcastle United FC       | 4-4 (goluri marcate în deplasare)        |
| 2000 | Italia      | Udinese Calcio           | Cehia         | SK Sigma Olomouc          | 6-4                                      |
| 2000 | Spania      | Celta de Vigo            | Rusia         | FC Zenit Sankt Petersburg | 4-3                                      |
| 2000 | Germania    | VfB Stuttgart            | Franța        | Auxerre                   | 3-1                                      |
| 1999 | Franța      | Montpellier HSC          | Germania      | Hamburger SV              | 2-2 (3-0 după loviturile de departajare) |
| 1999 | Italia      | Juventus FC              | Franța        | Stade Rennais FC          | 4-2                                      |
| 1999 | Anglia      | West Ham United FC       | Franța        | FC Metz                   | 3-2                                      |
| 1998 | Spania      | Valencia CF              | Austria       | SV Salzburg               | 4-1                                      |
| 1998 | Germania    | Werder Bremen            | Iugoslavia    | FK Vojvodina              | 2-1                                      |
| 1998 | Italia      | Bologna FC               | Polonia       | Ruch Chorzów              | 3-0                                      |
| 1997 | Franța      | SC Bastia                | Suedia        | Halmstads BK              | 2-1                                      |
| 1997 | Franța      | Olympique Lyonnais       | Franța        | Montpellier HSC           | 4-2                                      |
| 1997 | Franța      | Auxerre                  | Germania      | Duisburg                  | 2-0                                      |
| 1996 | Germania    | Karlsruher SC            | Belgia        | Standard Liège            | 3-2                                      |
| 1996 | Franța      | En Avant Guingamp        | Rusia         | SC Rotor Volgograd        | 2-2 (goluri marcate în deplasare)        |
| 1996 | Danemarca   | Silkeborg IF             | Croația       | HNK Segesta               | 2-2 (goluri marcate în deplasare)        |
| 1995 | Franța      | RC Strasbourg            | Austria       | FC Tirol Innsbruck        | 7-2                                      |
| 1995 | Franța      | FC Girondins de Bordeaux | Germania      | Karlsruher SC             | 4-2                                      |

### Câștigători după națiune
| Țară              | Țară            | Câștigători | Vice-campioni | Cluburi câștigătoare | Cluburi vice-campioane                                                |
| ----------------- | --------------- | ----------- | ------------- | --- | --------------------------------------------------------------------- |
| Franța            | Franța          | 16          | 5             | Auxerre (2), Bastia, Bordeaux, Guingamp, Lens (2), Lille, Lyon, Marseille (2), Montpellier, Paris Saint-Germain, Rennes, Strasbourg, Troyes | Auxerre, Lille, Metz, Montpellier, Rennes                             |
| Germania          | Germania        | 11          | 4             | Frankfurt, Hamburg (2), Hertha BSC, Karlsruhe, Schalke 04 (2), Stuttgart (3), Werder Bremen                                                 | Duisburg, Hamburg, Karlsruhe, Wolfsburg                               |
| Spania            | Spania          | 7           | 5             | Celta de Vigo, Málaga, Valencia, Villarreal (2), Atlético Madrid, Deportivo La Coruña                                                       | Atlético Madrid, Deportivo La Coruña, Valencia, Villarreal (2)        |
| Italia            | Italia          | 6           | 3             | Bologna, Juventus, Napoli, Perugia, Sampdoria, Udinese                                                                                      | Bologna, Brescia, Padova                                              |
| Anglia            | Anglia          | 6           | 1             | Aston Villa (2), Blackburn Rovers, Fulham, Newcastle United, West Ham United                                                                | Newcastle United                                                      |
| Austria           | Austria         | 3           | 3             | Rapid Wien, Ried, Sturm Graz | Tirol Innsbruck, Pasching, Austria Salzburg                           |
| Danemarca         | Danemarca       | 3           | 1             | AaB, OB, Silkeborg | OB                                                                    |
| Țările de Jos     | Olanda          | 2           | 4             | Ajax, Twente | Feyenoord, Heerenveen, NAC Breda, Utrecht                             |
| România           | România         | 2           | 3             | Oțelul Galați, Vaslui | CFR Cluj, Farul Constanța, Gloria Bistrița                            |
| Suedia            | Suedia          | 2           | 3             | Elfsborg, Hammarby | Halmstad, IFK Norrköping, Kalmar                                      |
| Cehia             | Cehoslovacia    | 2           | 1             | Inter Bratislava (2) | Inter Bratislava                                                      |
| Portugalia        | Portugalia      | 2           | 1             | Braga, União de Leiria | União de Leiria                                                       |
| Elveția           | Elveția         | 2           | 1             | Grasshopper (2) | Basel                                                                 |
| Polonia           | Polonia         | 1           | 2             | Polonia Bytom | Polonia Bytom, Ruch Chorzów                                           |
| Turcia            | Turcia          | 1           | 2             | Kayserispor | Sivasspor, Trabzonspor                                                |
| Germania de Est   | Germania de Est | 1           | 1             | Lokomotive Leipzig | Lokomotive Leipzig                                                    |
| Norvegia          | Norvegia        | 1           | 1             | Rosenborg | Lillestrøm                                                            |
| Cipru             | Cipru           | 1           |               | Ethnikos Achna |                                                                       |
| Kazahstan         | Kazakhstan      | 1           |               | Tobol Kostanay |                                                                       |
| Slovenia          | Slovenia        | 1           |               | Maribor |                                                                       |
| Rusia             | Rusia           |             | 5             | | FC Moscow, Saturn, Rotor Volgograd, Rubin Kazan, Zenit St. Petersburg |
| Belgia            | Belgia          |             | 3             | | Gent (2), Standard Liège                                              |
| Grecia            | Grecia          |             | 3             | | Larisa, OFI Crete, Panionios                                          |
| Ucraina           | Ucraina         |             | 3             | | Dnipro Dnipropetrovsk, Chornomorets Odessa, Tavriya Simferopol        |
| Bulgaria          | Bulgaria        |             | 2             | | Cherno More Varna, Chernomorets Burgas                                |
| Cehia             | Cehia           |             | 2             | | Sigma Olomouc, Slovan Liberec                                         |
| Israel            | Israel          |             | 2             | | Maccabi Petah Tikva, Bnei Sakhnin                                     |
| Republica Moldova | Moldova         |             | 2             | | Dacia Chișinău, Tiraspol                                              |
| Serbia            | Serbia          |             | 2             | | Vojvodina, Hajduk Kula                                                |
| Azerbaidjan       | Azerbaijan      |             | 1             | | Neftchi Baku                                                          |
| Croația           | Croația         |             | 1             | | Segesta                                                               |
| Ungaria           | Ungaria         |             | 1             | | Budapest Honvéd                                                       |
| Lituania          | Lituania        |             | 1             | | Vėtra                                                                 |
| Letonia           | Letonia         |             | 1             | | Riga                                                                  |
| Scoția            | Scoția          |             | 1             | | Hibernian                                                             |